# Jacob Parrish
Jacob Parrish (Jefferson City, 29 febbraio 2004) è un giocatore di football americano statunitense che milita nel ruolo di cornerback per i Tampa Bay Buccaneers della National Football League (NFL).

## Carriera universitaria
Nella sua prima stagione a Kansas State nel 2022, Parrish mise a segno 14 tackle, 3 passaggi deviati e un fumble recuperato.. Prima della stagione 2023 si assicurò il ruolo di titolare nella difesa dei Wildcats. Nella settimana 10 della stagione 2023 fece registrare due intercetti nella sconfitta per 33-30 contro Texas. Chiuse l'annata con 44 placcaggi, 9 passaggi deviati e 4 intercetti, venendo nominato menzione onorevole nella formazione ideale della Big 12 Conference.

## Carriera professionistica

### Tampa Bay Buccaneers
Parrish fu scelto nel corso del terzo giro (84º assoluto) del Draft NFL 2025 dai Tampa Bay Buccaneers.